# Sijbekarspel
Sijbekarspel est un village de la province de Hollande-Septentrionale aux Pays-Bas. Elle fait partie de la commune de Medemblik. Jusqu'au 1er janvier 2007, Sijbekarspel faisait partie de la commune de Noorder-Koggenland.
Sa population est d'environ 320 habitants (2004). La population habite le long d'une route qui va vers l'est à Benningbroek.